# 2012년 하계 올림픽 트라이애슬론
2012년 하계 올림픽 트라이애슬론은 영국 런던 하이드 파크에서 열렸는데, 여자 트라이애슬론은 8월 4일, 남자 트라이애슬론은 8월 7일에 열렸다. 39개국에서 온 110명의 트라이애슬론 선수가 남자 55명, 여자 55명과 경쟁했다. 경주는 "국제 거리"("올림픽 거리")에서 열렸으며 1.5km(0.93마일) 수영, 43km(27마일) 도로 사이클링, 10km(6.2마일) 도로 달리기로 구성되었다.
남자 경주는 2012년 8월 7일에 열렸다. 6명의 그룹이 1,500미터(1,600야드) 수영 구간을 선두 그룹으로 완주했다. 많은 선두 선수들이 사이클링 구간 끝에 함께 섰지만 알리스테어 브라운리는 2위 하비에르 고메즈, 3위 조나단 브라운리와 함께 금메달을 획득했다. 여자 경주는 2012년 8월 4일에 열렸다. 7명의 여자 그룹이 선두 그룹에서 수영 구간을 마쳤다. 22명의 선수로 구성된 대규모 선두 그룹은 나머지 필드와 1분 30초 이상의 간격을 두고 사이클링 구간 끝에 함께 있었다. 달리는 다리에 5명의 선수로 구성된 그룹이 구성된다. 니콜라 스피리그, 리사 노든, 에린 덴샴, 사라 그로프 및 헬렌 젠킨스가 대부분의 경기에서 함께했다. 젠킨스는 그로프가 떨어지기 전 마지막 랩에서도 2km를 남겨두고 떨어졌다. 이어지는 스프린트 마무리에서 스피리그는 두 선수가 동시에 기록하는 사진 마무리에서 노든을 15cm 이겼다. 덴샴은 스피리그보다 2초 뒤쳐져 동메달을 획득했다.
영국은 남자 경주에서 금메달 1개와 동메달 1개를 획득하며 메달 집계 1위를 차지했다. 스위스는 올림픽 트라이애슬론에서 두 개의 금메달을 획득한 최초의 국가가 되었고, 호주는 올림픽 트라이애슬론 사상 가장 많은 메달을 획득한 5번째 메달을 획득했다.